# Tuffi ai campionati mondiali di nuoto 2019 - Piattaforma 10 metri sincro misti
La gara dei tuffi dalla piattaforma 10 metri sincro misti dei campionati mondiali di nuoto 2019 è stata disputata il 13 luglio presso il Nambu International Aquatics Centre di Gwangju. La gara è iniziata alle ore 13:00 e vi hanno preso parte 8 coppie di atleti provenienti da altrettante nazioni, ognuna delle quali ha eseguito una serie di cinque tuffi.
La competizione è stata vinta dalla coppia cinese Lian Junjie e Si Yajie, mentre l'argento e il bronzo sono andati rispettivamente alla coppia russa Viktor Minibaev e Ekaterina Beliaeva e a quella messicana José Balleza Isaias e María Sánchez.

## Risultati
| Pos. | Nazione       | Atleti                                  | Tot.   | T1    | T2    | T3    | T4    | T5    | Ord. |
| ---- | ------------- | --------------------------------------- | ------ | ----- | ----- | ----- | ----- | ----- | ---- |
|      | Cina          | Lian Junjie Si Yajie                    | 346,14 | 53,40 | 52,20 | 79,68 | 81,18 | 79,68 | 8    |
|      | Russia        | Viktor Minibaev Ekaterina Beljaeva      | 311,28 | 48,00 | 51,00 | 70,20 | 74,88 | 67,20 | 7    |
|      | Messico       | José Balleza Isaias María Sánchez       | 287,64 | 39,60 | 46,80 | 63,00 | 67,20 | 71,04 | 6    |
| 4    | Gran Bretagna | Noah Williams Robyn Birch               | 285,18 | 45,60 | 49,80 | 62,10 | 61,44 | 66,24 | 2    |
| 5    | Stati Uniti   | Zachary Cooper Olivia Rosendahl         | 267,96 | 44,40 | 44,40 | 48,60 | 67,20 | 63,36 | 5    |
| 6    | Italia        | Maicol Verzotto Noemi Batki             | 259,62 | 46,80 | 43,80 | 56,70 | 55,68 | 56,64 | 3    |
| 7    | Corea del Sud | Kim Ji-wook Kwon Ha-lim                 | 247,20 | 44,40 | 42,60 | 57,12 | 56,28 | 46,80 | 4    |
| 8    | Brasile       | Isaac de Souza Filho Ingrid de Oliveira | 239,46 | 40,20 | 42,00 | 53,76 | 60,30 | 43,20 | 1    |